# アナトーリー・クズネツォフ
アナトーリー・クズネツォフ（Anatoly Kuznetsov, 1930年12月31日 - 2014年3月7日）は、ソビエト連邦の俳優。

## 出演作品
- 砂漠の白い太陽